# Peusenhof
Peusenhof ist ein Gemeindeteil des oberfränkischen Marktes Ebensfeld im Landkreis Lichtenfels.

## Geographie
Etwa sechs Kilometer östlich von Ebensfeld liegt der Weiler im Naturraum des Vorlandes der nördlichen Frankenalb, zwischen dem Maintal und dem Anstieg zur Nördlichen Frankenalb. Die beiden Hofpaare des Weilers liegen in einer Talmulde leicht erhöht am nördlichen und südlichen Talrand des in unmittelbarer Nähe entspringenden Leiterbachs. Gemeindeverbindungsstraßen führen zu den Nachbarorten Kleukheim, Oberleiterbach und Kirchschletten.

## Geschichte
Peusenhof wurde urkundlich erstmals im Jahr 1251 als „Bulsendorf“ in einer Güterbestätigung des Papstes Innozenz IV. für das Kloster Michelsberg erwähnt. 1268 überließ Kunemund von Lichtenfels dem Kloster die Vogtei über vier Mansen in „Puelssendorf“.
Ab 1405 hatte Geschlecht derer von Rauheneck das Dorf „Beulsendorff“ vom Kloster Michelsberg zu Lehen. 1492 veräußerte Jörg von Rauheneck zwei Höfe zu „Peulsendorff“ mit dazugehörigen Selden an den Bürger Hans Tittman zu Lichtenfels. Von 1598 bis 1652 war die Familie Neydecker Lehensträger in Peusenhof. Lehensträger des Oberhofes war von 1652 bis 1805 die Familie Sündermahler, deren Mitglieder in dieser Zeit zumeist den Amtmann und Kastner des Amtes Staffelstein stellten. Erst ab 1768 hieß der Ort Peusenhof.
1801 bestand der Ort aus zwei Teilen eines Hofes, der dem Kloster Michelsberg lehnbar war. Die hohe und niedere Gerichtsbarkeit besaß das Amt des Bamberger Hochstifts in Ebensfeld, das auch die Steuern erhob. Im Jahr 1809 kam Peusenhof zur Pfarrei Kirchschletten. Zuvor gehörte es zur Pfarrei Ebensfeld, die 1374 von der Pfarrei Staffelstein abgetrennt wurde. 1840 wurde die bäuerliche Siedlung Peusenhof als die neben Kutzenberg und Vierzehnheiligen einzige „Musterwirtschaft“ des Landgerichts Lichtenfels bezeichnet.
1850 bestand der Weiler aus zwei Höfen mit gemeinsamer Schafhaltung und einem neugebildeten Gut. 1862 wurde er in das neu geschaffene bayerische Bezirksamt Staffelstein eingegliedert. Es war ein Ort der Landgemeinde Kleukheim, die zum Landgericht Staffelstein gehörte. Der Gemeindehauptort Kleukheim lag 2,5 Kilometer entfernt.
1871 zählte Peusenhof 14 Einwohner, die alle katholisch waren, und 9 Gebäude. Die zuständige katholische Schule und die Kirche befanden sich im 2,0 Kilometer entfernten Kirchschletten, das zum Amt Bamberg I. gehörte. 1900 hatten die beiden Orte der Landgemeinde Kleukheim eine Fläche von 666,25 Hektar und 493 Einwohner, von denen 492 Katholiken waren, sowie 101 Wohngebäude. 29 Personen lebten in Peusenhof in 4 Wohngebäuden und 1925 23 Personen in 3 Wohngebäuden. 1950 bestanden in dem Weiler 4 Wohngebäude mit 34 Einwohnern. Der Ort war der evangelischen Pfarrei in Staffelstein zugeordnet. Im Jahr 1970 zählte der Weiler 16, 1987 14 Einwohner sowie 4 Wohnhäuser mit 4 Wohnungen.
Am 1. Juli 1972 wurde der Landkreis Staffelstein aufgelöst. Peusenhof kam mit Kleukheim zum Landkreis Lichtenfels. Am 1. Mai 1978 folgte die Eingliederung der Gemeinde Kleukheim nach Ebensfeld.

## Sehenswürdigkeiten
In der Bayerischen Denkmalliste sind fünf Baudenkmäler aufgeführt.